# Isztimér
Isztimér (alemão: Ißzimmer) é um município da Hungria, situado no condado de Fejér. Tem 53,88 km² de área e sua população em 2015 foi estimada em 976 habitantes.